# Dorflinde Ockerwitz

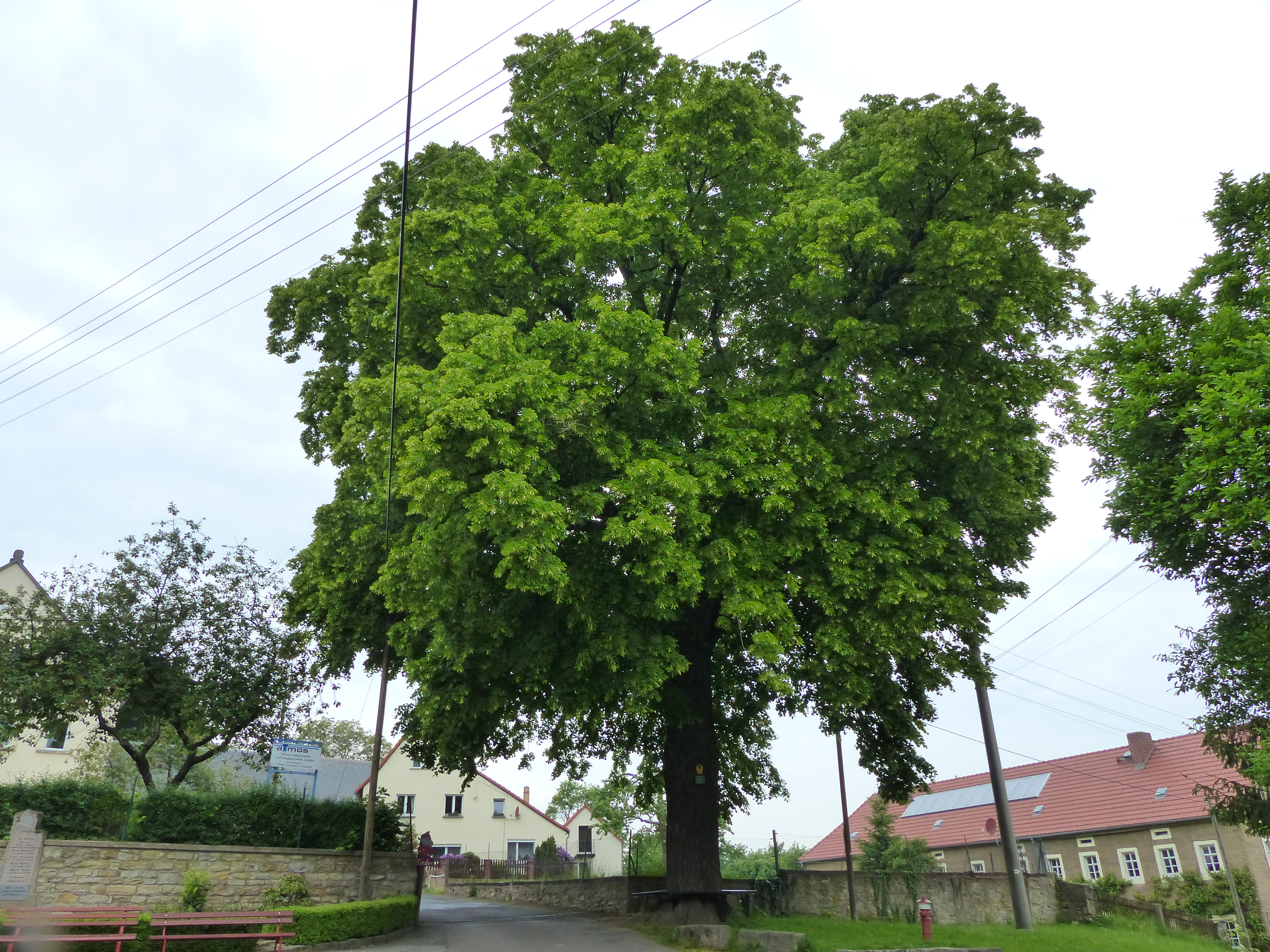
Dorflinde Ockerwitz

Die Dorflinde Ockerwitz ist ein Naturdenkmal im Dresdner Ortsteil Ockerwitz.

## Lage
Die Linde befindet sich im alten Dorfkern des zur Ortschaft Gompitz gehörenden Ortsteils Ockerwitz an der Ockerwitzer Dorfstraße, unmittelbar neben der Freiwilligen Feuerwehr Ockerwitz.

## Beschreibung
Die Linde wurde bereits am 23. Januar 1958 vom Rat des Kreises Dresden-Land als Naturdenkmal deklariert. Die damalige Bestandsaufnahme verzeichnete einen Stammumfang von 2,90 Meter, das Alter des Baums wurde 1958 auf etwa 150 bis 200 Jahre geschätzt. Eine Neudatierung aus dem Jahr 2000 erfasste einen Stammumfang von 3,53 Meter, eine Höhe von 23 Meter sowie einen geschätzten Kronendurchmesser von 17 Meter. In der Liste der Dresdner Naturdenkmale wird die Dorflinde Ockerwitz unter der Nummer ND 81 geführt.
Der Stammfuß der Linde wurde mit einer hölzernen Rundbank umbaut.